# Þórisjökull
Þórisjökull – ósmy pod względem wielkości lodowiec Islandii. Jego powierzchnia to 32 km².